# ぎゅっと (テレビ番組)
『ぎゅっと』は、2025年1月6日から九州朝日放送（KBC）で月曜 - 金曜 16:48 - 19:00（JST）に生放送されているローカルニュース・情報番組。

## 概要
2024年12月20日まで放送されてきた『シリタカ!』の放送枠を17時台にも拡大したうえで、番組タイトルも改めて、新しい福岡県・佐賀県向けのニュース情報番組として放送を開始。
メインはKBCラジオ『アサデス。ラジオ』金曜メインの田上和延（九州朝日放送アナウンサー）・月曜バディの細谷めぐみ（同上）・金曜パートナーの山﨑萌絵（同上）が担当。さらに『アサデス。ラジオ』火曜パートナーの太田江莉奈も当番組に参加することになり、『アサデス。ラジオ』は曜日異動することになった。
この番組では、福岡・佐賀のエリアの情報を主に、全国で話題になっているニュースやトピック、エンタメやスポーツを取り上げて、「やさしく、たのしく、あたたかい時間」を届ける。
なお、これまで17時台をネットしていた『スーパーJチャンネル』は、17:50 - 18:15のANNゾーンのみに短縮された。

## 放送時間
- 月曜 - 金曜 16:48 - 19:00

## 出演者
名前後ろに□がある出演者はKBCアナウンサー。MC以外の出演者は番組HP上では「ぎゅっとファミリー」と呼ばれている。
| 月曜 | 火曜                   | 水曜                                                                 | 木曜                                             | 金曜                               |
| メインMC | メインMC               | メインMC                                                             | メインMC                                         | メインMC                           |
| --- | ---------------------- | -------------------------------------------------------------------- | ------------------------------------------------ | ---------------------------------- |
| 細谷めぐみ□ | 細谷めぐみ□            | 細谷めぐみ□                                                          | 細谷めぐみ□                                      | 山﨑萌絵□                          |
| 田上和延□ |                        |                                                                      |                                                  |                                    |
| パートナー |                        |                                                                      |                                                  |                                    |
| 松下ゆか理（第1・2週、スポットティーチャー代表） 岩永真一（第3週、福岡テンジン大学・学長） 眞鍋和博（第4週、北九州市立大学教授） | とんこっちゃん・ふじ子 | ボビー・ジュード（タレント）                                         | 岩元駿介（タレント／アメリカンフットボール選手） | 吉本サキコ（ラジオパーソナリティ） |
| ニュース担当 |                        |                                                                      |                                                  |                                    |
| 吉田裕喜□ | 小鹿潤□                | 山﨑萌絵□                                                            | 山﨑萌絵□                                        | 吉田裕喜□                          |
| かねこのねこ天 |                        |                                                                      |                                                  |                                    |
| 金子竜也（オフィス気象キャスター所属気象予報士）                                                                                 |                        |                                                                      |                                                  |                                    |
| スポーツ担当（ぎゅっスポ！） |                        |                                                                      |                                                  |                                    |
| カイラ（カイキンショウ） |                        |                                                                      |                                                  |                                    |
| エンタメ担当（ぎゅっタメ） |                        |                                                                      |                                                  |                                    |
| 太田江莉奈 | 太田江莉奈             | 太田江莉奈                                                           | 福田愛依                                         | 福田愛依                           |
| コーナー担当 |                        |                                                                      |                                                  |                                    |
| ノボせもんなべ（タレント） | 小鹿潤□                | peco（第1・2週、ファッションモデル／タレント） 加藤恭子□（第3・4週） | 犬童律（インフルエンサー）                       | （不在）                           |
| 中継リポーター |                        |                                                                      |                                                  |                                    |
| 石井裕二 |                        |                                                                      |                                                  |                                    |
| マネして！English |                        |                                                                      |                                                  |                                    |
| Tom先生（シェーン英会話講師） |                        |                                                                      |                                                  |                                    |

## 過去の出演者
安部音愛（2025年1月 - 4月2日）- 水曜エンタメ担当

## 主なコーナー

### 毎日
- ぎゅっと2択 - ぎゅっとファミリーから出される「ちょっと聞いてみたい2択」を解答。回答者の中から抽選でお米がプレゼントされる。
- ぎゅっとつかんで1万円 - 日替わりで、視聴者と電話を繋ぎクイズやゲームに挑戦。達成できれば最高1万円獲得。
  - ペアペアパネル9 - 月曜。9枚のパネルをめくり、同じ図柄を揃えるゲーム。揃えた図柄によって賞金が異なる。
  - チャンス4ハイ&ロー - 水曜。13枚のトランプをシャッフルしてから順にオープンしていき、そのカードが前のカードより大きいか小さいかを予想。当たれば賞金獲得。
  - シンクロチャレンジ - 木曜。「○○と言えば」のお題を、MCと共にチャレンジ。解答が一致すれば賞金獲得。
  - コロコロアドベンチャー - 火曜・金曜。番組特製のコロコロボードの上からボールを転がし、どのゾーンに入るのかで運命が決まる。当初は金曜のみだったが、のちに火曜も追加された。
    - 過去
      - クイズタイムトラベル - 火曜。KBCの膨大な映像アーカイブの中からクイズを出題。最後に出されるクイズに正解すれば賞金獲得。
- まねして!English - シェーン英会話講師のTom先生が、毎日使えるフレーズを1分で伝える。1週間同じテーマで放送し、放送後に番組公式YouTubeでも配信する。
- ぎゅっスポ ‐ スポーツコーナー。前身番組である「シリタカ!」におけるシリスポ!の後継にあたり、ホークスこぼれ話も継承。Ｊリーグ（アビスパ福岡、ギラヴァンツ北九州）やバスケットボール（ライジングゼファー福岡や高校バスケ）も取り上げるがホークス戦が前日に無い時に限り稀にそれ以外のスポーツも取り上げる事もある。また担当のカイラはホークス2軍本拠地のスタジアムDJを務めている為、ファーム戦がナイター開催の場合は休演しKBCのスポーツアナウンサーが各々出演。18時台の放送が短縮及び休止時（前者はテレビ朝日系列で全国ネットの特番(サッカー日本代表戦を含む)が18時30分から放送される場合、後者はホークス戦がKBCテレビで生中継される場合）はコーナーは原則休止となる。（テレビのホークス戦中継の際に直前情報という形で行う場合もある）

### かねこのねこ天
気象コーナー。金子が担当。「かねこの”て”も借りたい」では、視聴者からの天気の疑問や質問に金子が答える。

### 日替わりコーナー
- 学校対抗 玉入れ選手権 - 月曜。福岡・佐賀の学校の生徒達がカゴに玉が100個入るまでの記録を競う。
- お助け散歩 シカと承りました! - 火曜。火曜ニュース担当の小鹿が、役に立てることを探して福岡・佐賀を駆け巡る。
- pecoの完ペキじゃないお弁当 - 毎月第1・2水曜。pecoが、楽で簡単かつ速くできるお弁当レシピを先生から学ぶ。
- アルモンデレストラン - 毎月第3・4水曜。人気料理人が応募者の自宅の冷蔵庫の中身だけで料理を披露する。
- ワンべジ - 木曜。ワンダフルベジタブルの略。北九州出身のインフルエンサー・犬童が福岡・佐賀のワンダフルな生産者の元へ伺い、お手伝いする。
- 妄想検証グルメ - 金曜。「おいしそうなお店の妄想」をリポーターがプレゼンし、本当にその妄想が正しいのかを検証する。

### ミニぎゅっと
『シリタカ!』時代に放送していた「ちょこっとシリタカ!」の後継で、火曜から金曜の20:54 - 21:00もしくは21:48 - 21:54に放送。ぎゅっとのみどころと、KBCのおすすめ番組を紹介する。日によって特別番組等で時間変更もしくは休止の場合有り。